# Camarga
La Camarga (en occità provençal: Camarga segons la norma clàssica o Camargo segons la norma mistralenca, en francès: Camargue). Se situa doncs sobre els departaments de Boques del Roine i del Gard. És el delta de riu més gran de l'Europa occidental.
Es un espai lacustre de 145.300 ha al sud de França, situat geogràficament entre els dos braços principals del delta del Roine i del mar Mediterrani. S'estén a l'est fins a la plana de la Crau, a l'oest fins a Aigües Mortes i al nord fins a Bellcaire.
Se'n distingeixen tres parts:
- la Petita Camarga a l'oest del Petit Roine,
- la Gran Camarga, entre els dos braços del Roine,
- el Pla de la Vila, a l'est del Gran Roine.

Al seu centre hi ha l'estany de Vaccarès. La part situada al llarg del mar està plena d'estanys salats.

## Flora i fauna

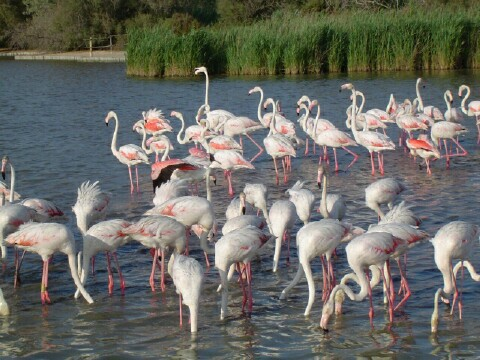
Flamencs roses a la Camarga

La Camarga és l'hàbitat de més de 400 espècies d'ocells, i les basses d'aigua salada proporcionen un dels pocs hàbitats europeus pel flamenc. Els pantans són també un hàbitat important per a moltes espècies d'insectes. També és famosa pels seus braus i cavalls.
La flora s'adapta de manera especial per afrontar les condicions de salinitat. L'espígol de mar i el salicorn floreixen junt amb tamarius i canyes.

## Influència humana

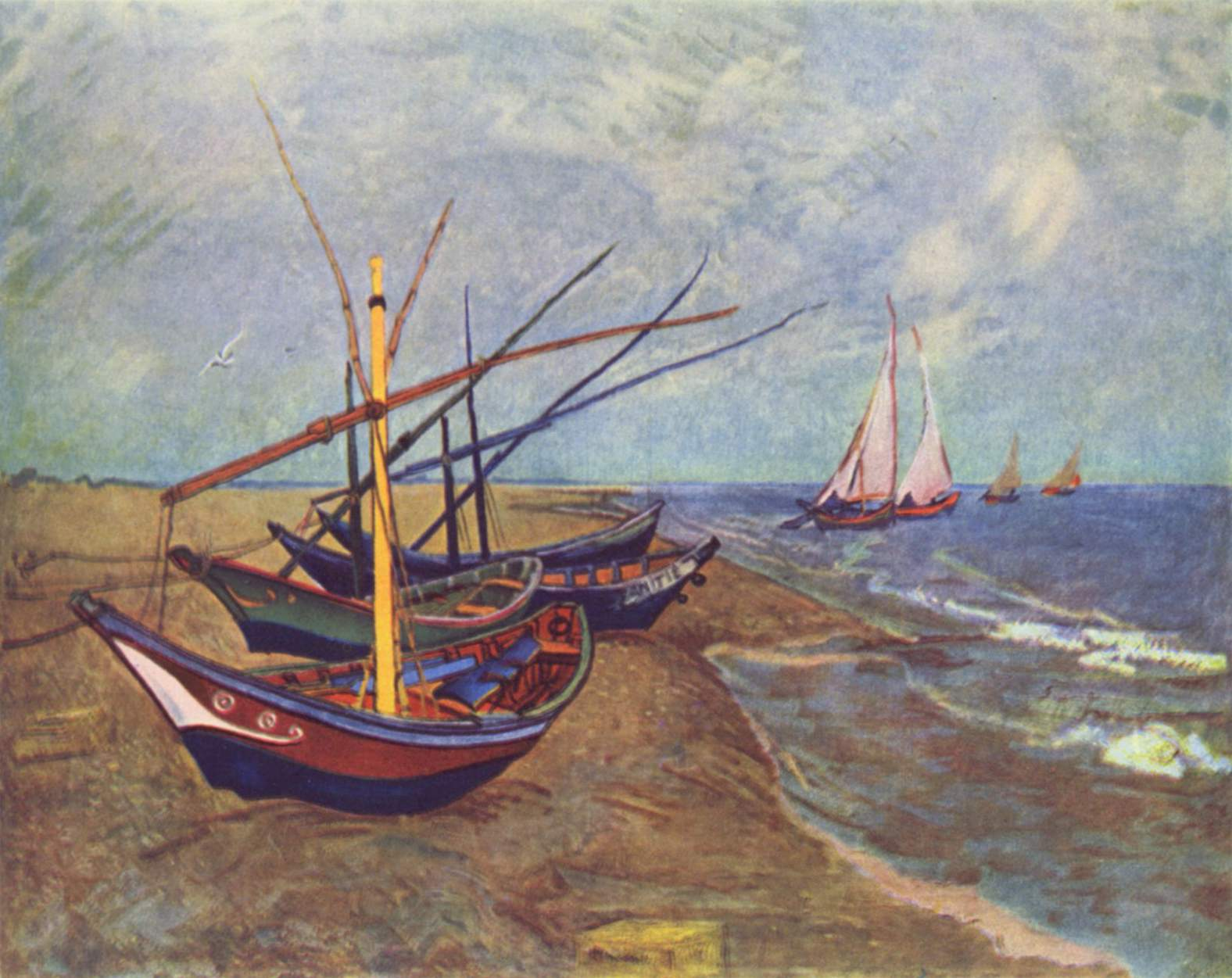
Quadre de Vincent van Gogh representant uns vaixells a Santes Maries del Mar

Els humans han viscut al Camarga des de fa mil·lennis, en gran manera afectant-la amb drenatges, dics, arrossars i extraccions de sal. Una gran part de l'interior s'ha drenat amb propòsits agrícoles. La Camarga té la seva pròpia raça de cavall, el famós Camarguès blanc cavalcat pels gardians que crien els braus de la regió per a exportar-los a Espanya, així com ovelles.
Hi ha poques ciutats de qualsevol mida a la Camarga. La seva "capital" és Arle, situat a l'extrem nord del delta on el Roine es bifurca en les seves dues branques principals, el seu territori està gairebé completament dins la Camarga i és per aquest motiu el municipi més gran de França. Les altres úniques ciutats importants són Santes Maries del Mar, al voltant de 45 km al sud-oest, que és el lloc del pelegrinatge anual per a la veneració de santa Sara, i la ciutat fortalesa medieval d'Aigües Mortes en el punt més occidental, a la petita Camarga.
La Camarga fou explotada a l'edat mitjana per monjos cistercencs i benedictins. Als segles xvi i xvii, les propietats grans, conegudes localment amb el nom de mas, eren regentades per rics amos d'Arle. Al final del segle xviii, es construí un dic més amunt del Roine. El 1858, la construcció d'un altre dic al mar, aconseguia la protecció del delta contra l'erosió.

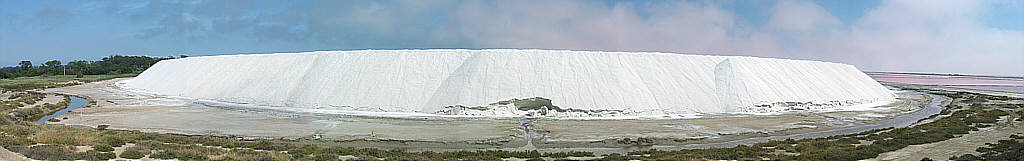
Muntanya de sal a Salin-de-Giraud

El nord de la Camarga és una zona agrícola. Els cultius principals són cereals, vinya i arròs. Prop del mar, l'extracció de sal començava a l'antiguitat i era una font de riquesa per a les "abadies de sal" cistercenques d'Ulmet, Franquevaux i Salmòdia a l'edat mitjana. La indústria de la sal començava al segle xix i les grans companyies químiques com Péchiney i Solvay fundaven la ciutat minera de Salin-de-Giraud.
Des de mitjan segle xix, la Camarga ha estat zona d'assentament de gran nombre de gitanos catalans. Actualment, aquest col·lectiu hi continua sent una important minoria i la seva cultura és molt representativa de la regió, amb manifestacions com ara el pelegrinatge gitano a les Santes Maries de la Mar o grups de rumba catalana com ara els Gipsy Kings, format per gitanos d'Arle i Montpeller.
Els límits de la Camarga són constantment revisats pel Roine al transportar enormes quantitats de fang riu avall - uns 20 milions de m³ anualment. Alguns dels estanys són de fet el que resta dels braços vells del riu. La tendència general és que la línia de costa es mou cap enfora. Així Aigües Mortes per exemple està ara un 5 km cap a l'interior respecte al temps en què es fundà. El ritme de canvi ha estat modificat una mica en aquests darrers anys per barreres fetes per l'home, com preses en el Roine i dics al mar, però el seu desbordant roman un problema a la regió.

## Protecció
Està catalogada com a Grand site de França, és parc natural regional de França des de 1970, conté 8 àrees pertanyents a la Xarxa Natura 2000 repartides per tot el seu territori i des de 1986 és lloc Ramsar. En 1977 part de la Camarga va ser declarada Reserva de la biosfera de la Unesco, i el 2006 va ser estesa a tot el delta del Roine.